# Jules Bianchi
Jules Lucien André Bianchi (Nizza, 3 agosto 1989 – Nizza, 17 luglio 2015) è stato un pilota automobilistico francese.
Di origini italiane, con antenati di Milano, era nipote del pilota Mauro Bianchi e pronipote di Lucien Bianchi.
Ha disputato 34 Gran Premi di Formula 1, ottenendo 2 punti. 
Vittima di un incidente nel corso del Gran Premio del Giappone 2014, morì a 25 anni il 17 luglio 2015, dopo più di nove mesi di coma. Nonostante il notevole aumento delle misure di sicurezza nei circuiti nei 20 anni precedenti, Bianchi è stato il primo pilota automobilistico a morire per un incidente in una competizione di Formula 1 dopo Roland Ratzenberger ed Ayrton Senna al Gran Premio di San Marino 1994.
In suo onore, il 20 luglio 2015 il Presidente della FIA Jean Todt, ritirò definitivamente il numero 17, da lui usato in gara.

## Inizio di carriera

### 2004: Karting ICA-Junior
- Secondo del Campionato di Europa
- Secondo del Campionato di Francia

### Karting Formula A

#### 2005
- Campione Asia-Pacific CIK-FIA
- Quarto nel Campionato del Mondo CIK-FIA

#### 2006
- Campione di Francia (Angerville, Francia)
- Secondo alla Coppa del Mondo FA (Suzuka)
- Secondo alla Winter Cup (Lonato, Italia)
- Terzo nel Campionato Italiano Open Masters
- Quinto nel Campionato Europeo CIK-FIA in FA
- Campione nella WSK International Series nella categoria 125 Super-ICC
- Terzo nella Coppa del Mondo 125 Super-ICC (Mariembourg, Belgio)

### 2007: Formula Renault
- FR2.0 Francia: Campione con 5 pole position, 5 vittorie, 11 podi in 13 corse (scuderia SG Formula)
- FR2.0 Eurocup: 1 pole position in 3 corse (scuderia SG Formula)

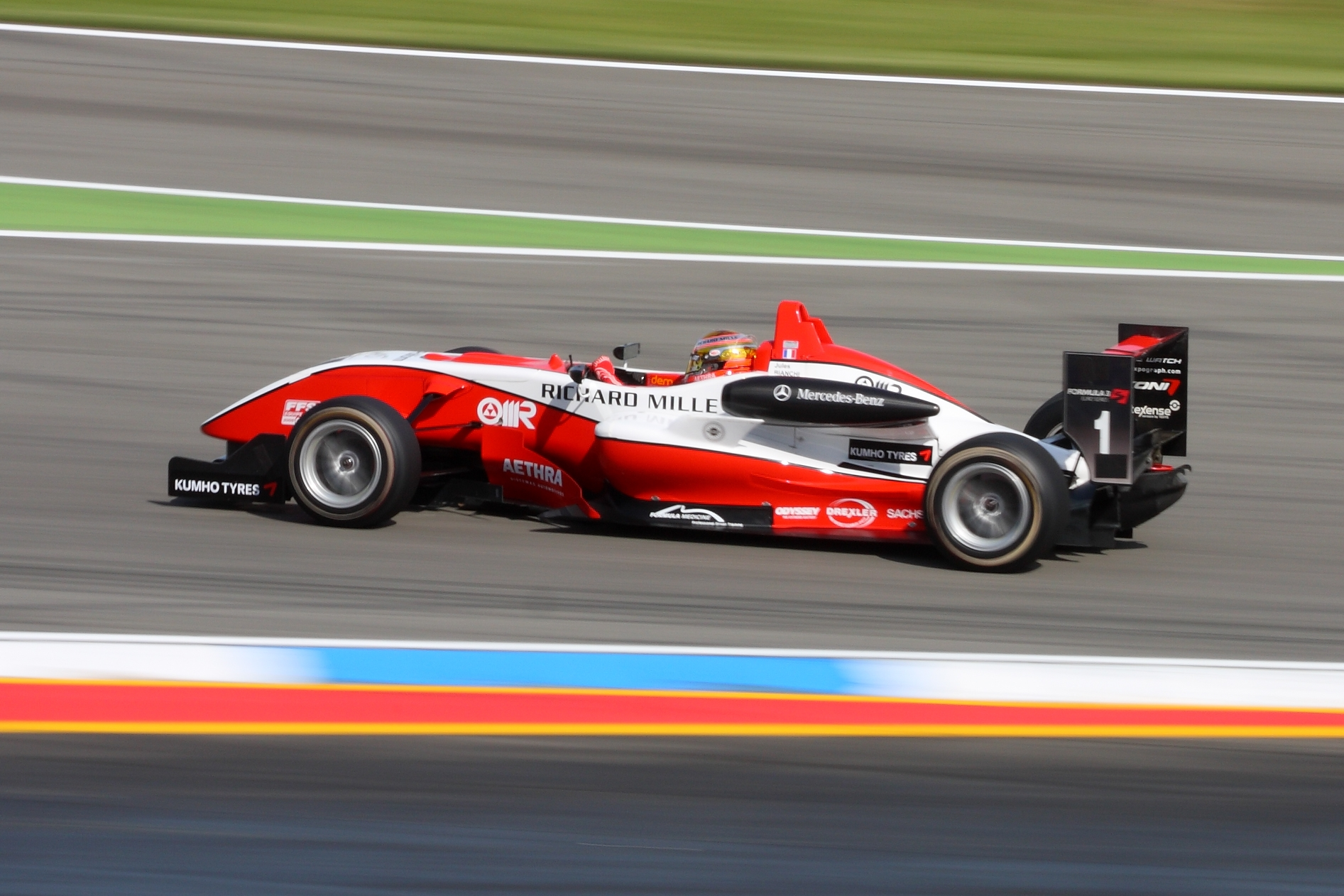
Jules Bianchi sul circuito di Hockenheim, Formula 3 Euro Series 2009

### F3 Euroseries

#### 2008
- Terzo del Campionato con 2 pole position, 2 vittorie, 7 podi (scuderia ART Grand Prix)
- Vincitore dei Masters di Formula 3 a Zolder (scuderia ART Grand Prix)

#### 2009
- Campione con 6 pole position, 9 vittorie e 12 podi (scuderia ART Grand Prix)

### GP2 e GP2 Asia

#### 2009-2010
Dopo esser stato costretto al ritiro nel primo appuntamento al Gran Premio di Barcellona, dove partiva in pole, ottenne il quarto posto a Monte Carlo in gara 1 ed il terzo nello sprint di gara 2, finendo quarto in classifica generale. Nel dicembre 2009 guidò la Ferrari F60 a Jerez in un test per giovani piloti. Un anno dopo, a novembre, guidò la Ferrari F10 a Yas Marina per testare i nuovi pneumatici Pirelli.

#### 2011
Il mini-campionato GP2 Asia, formato da sole due gare, fu concluso da Bianchi al secondo posto con 18 punti dietro Romain Grosjean, primo con 24.
Partito come favorito nella stagione 2011 della GP2, il pilota francese ebbe una stagione di alti e bassi al volante della monoposto numero 5 del team ART. Protagonista di diversi incidenti (soprattutto durante le partenze), Bianchi mostrò spesso le sue doti velocistiche, culminate con la vittoria nella gara corta di Silverstone. Rimase poi in lotta per il secondo posto con i piloti della Barwa Addax, Charles Pic e Giedo van der Garde, ma fu beffato a Monza da Luca Filippi e finì terzo in campionato. Complessivamente Bianchi ottenne una vittoria, cinque piazzamenti sul podio, sei arrivi a punti ulteriori, una pole position e tre ritiri.

## Formula 1
Nel 2009 fu inserito nella Ferrari Driver Academy; in virtù di un contratto della casa italiana che gli aveva concesso un giorno di test sul circuito di Jerez, nel dicembre dello stesso anno fu messo alla guida di una F60.

### 2012: Force India
Nel 2012 fu terzo pilota alla Force India, che guidò in diverse prove libere (dalla Cina ad Abu Dhabi). Tuttavia, a settembre, nei test delle giovani speranze a Magny-Cours passò alla Ferrari e ottenne il miglior tempo.

### 2013-2014: Marussia

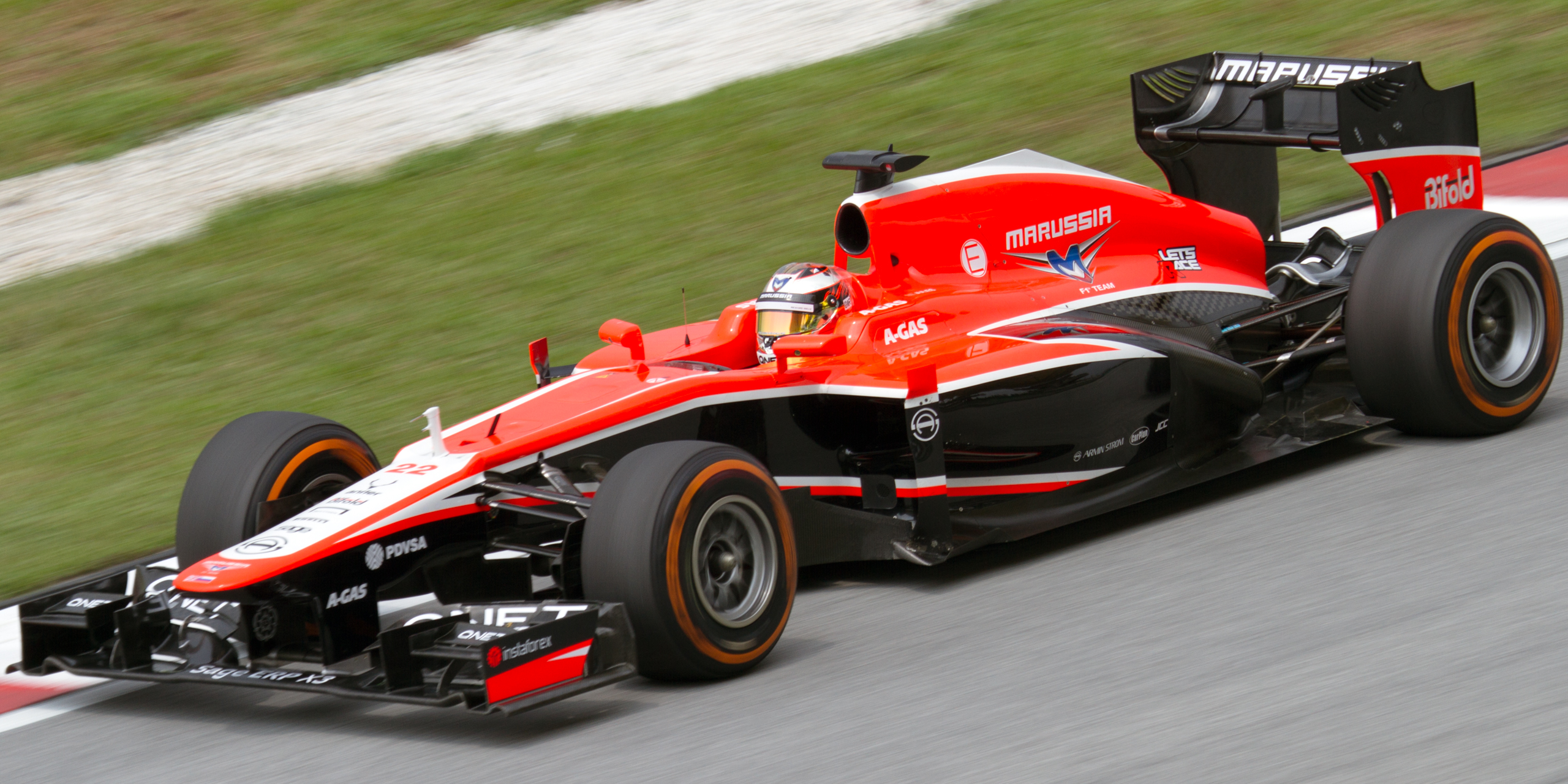
Bianchi al Gran Premio della Malesia 2013, a bordo della Marussia

Il 1º marzo 2013 fu ingaggiato dalla scuderia Marussia in sostituzione di Luiz Razia, i cui sponsor non avevano garantito la copertura prevista alla scuderia. Il pilota francese debuttò in modo positivo, mettendosi in luce nonostante la scarsa competitività della vettura. Nelle prime tre gare Bianchi riuscì a precedere sia in gara che in qualifica i piloti della Caterham e il compagno di squadra Max Chilton. In Bahrein, per la prima volta, si qualificò dietro la Caterham di Charles Pic, ed in gara chiuse 19º dietro Esteban Gutiérrez.
Nel dicembre del 2013 fu scelto dalla Ferrari, insieme a Pedro de la Rosa, come pilota per i test sugli pneumatici previsti per la stagione 2014.

#### 2014
Nel Gran Premio di Monaco conquistò i primi punti grazie ad un 8º posto (diventato 9° per una penalità di 5 secondi), i primi punti nella storia della Marussia. Un mese dopo, ottenne il suo miglior piazzamento in qualifica, dodicesimo. A causa dell'incidente di Kimi Räikkönen nel primo giro del Gran Premio di Gran Bretagna, dal quale riportò lievi conseguenze, precauzionalmente la Ferrari preferì non impiegarlo nei due giorni di test di Silverstone della settimana seguente e, complice la contemporanea assenza di Fernando Alonso, partecipò alle attività della Ferrari affiancato dal collaudatore Pedro de la Rosa.

#### L'incidente al Gran Premio del Giappone e la morte
Il 5 ottobre 2014, nel corso del Gran Premio del Giappone, a causa della pioggia battente Bianchi perse aderenza sulla sua monoposto, uscì di pista a grandissima velocità e andò a impattare violentemente contro una gru mobile, ferma nella via di fuga per rimuovere la Sauber di Adrian Sutil, uscito di pista il giro precedente. Le condizioni risultarono immediatamente critiche: Bianchi fu trasportato al reparto di terapia intensiva dell'ospedale di Yokkaichi, e subì un intervento per ridurre un ematoma cerebrale.
Al termine del Gran Premio numerose furono le critiche dei piloti. Felipe Massa mise in dubbio la gestione della sicurezza durante la gara, affermando che:

Il pilota Adrian Sutil, testimone dell'accaduto, dichiarò:
L'ex campione del mondo di F1 Jacques Villeneuve stigmatizzò la mancata entrata della safety car dopo l'incidente di Adrian Sutil, mentre Niki Lauda ritenne che non vi fossero responsabilità della direzione di gara.

La FIA istituì una speciale commissione d'inchiesta per indagare sull'incidente. Di questa commissione facevano parte, tra gli altri, Stefano Domenicali, Ross Brawn, Alexander Wurz ed Emerson Fittipaldi. La commissione dichiarò incolpevoli tutti i soggetti coinvolti nell'indagine, compreso il Direttore di gara Charlie Whiting. La relazione della commissione è lunga ben 396 pagine e riassume in 12 punti l'accaduto in pista e le decisioni prese.

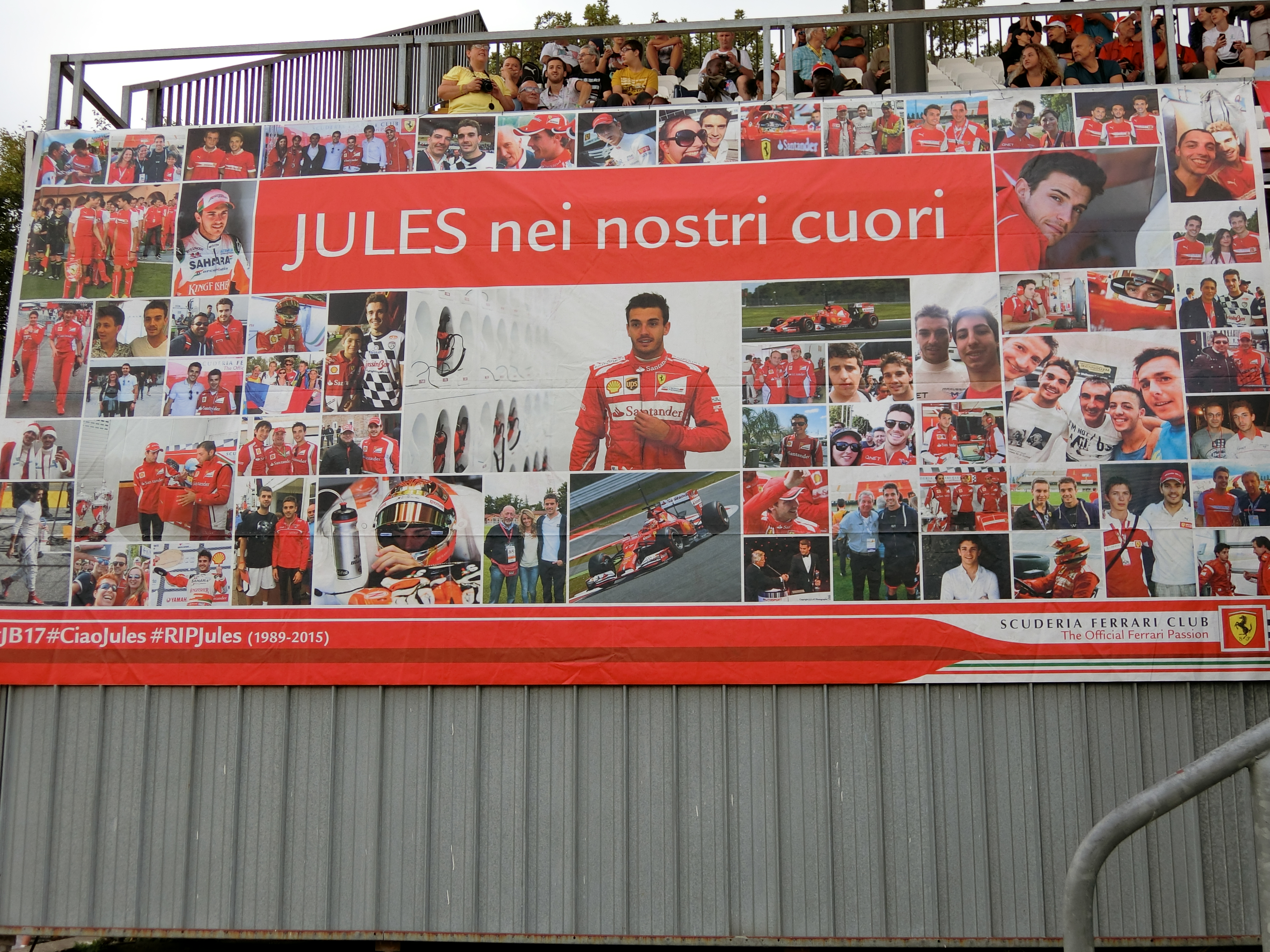
Ricordo di Jules Bianchi presso l'autodromo nazionale di Monza

A novembre Bianchi, sempre privo di conoscenza, fu trasportato a Nizza per proseguire le cure. Bianchi spirò presso l'ospedale di Nizza, dopo più di nove mesi di coma. Alle 2:45 CEST del 18 luglio 2015, la famiglia Bianchi annunciò la morte di Jules tramite i profili social network ufficiali del pilota. 
I funerali si tennero il 21 luglio nella cattedrale di Nizza di Santa Reparata alla presenza dei più importanti piloti e manager di Formula 1. Al termine il suo corpo fu tumulato nel Cimitero di Monaco. Il 26 maggio 2016, poco prima dell'inizio della prima sessione di prove libere del Gran Premio di Monte Carlo, la famiglia comunicò ufficialmente di voler fare causa alla FIA ed a tutti i soggetti coinvolti nell'incidente di Jules.

## Risultati in Formula 1
| 2012 | Scuderia    | Vettura |  |  |    |  |    |  |  |    |    |    |    |  |    |  |  |    |  |    |  |  | Punti | Pos. |
| ---- | ----------- | ------- |  |  | -- |  | -- |  |  | -- | -- | -- | -- |  | -- |  |  | -- |  | -- |  |  | ----- | ---- |
| 2012 | Force India | VJM05   |  |  | SP |  | SP |  |  | SP | SP | SP | SP |  | SP |  |  | SP |  | SP |  |  | –     |      |

| 2013 | Scuderia | Vettura |    |    |    |    |    |     |    |    |     |    |    |    |    |    |     |    |    |    |    |  | Punti | Pos. |
| ---- | -------- | ------- | -- | -- | -- | -- | -- | --- | -- | -- | --- | -- | -- | -- | -- | -- | --- | -- | -- | -- | -- |  | ----- | ---- |
| 2013 | Marussia | MR02    | 15 | 13 | 15 | 19 | 18 | Rit | 17 | 16 | Rit | 16 | 18 | 19 | 18 | 16 | Rit | 18 | 20 | 18 | 17 |  | 0     | 19º  |

| 2014 | Scuderia | Vettura |    |     |    |    |    |   |     |    |    |    |    |    |    |    |    |  |  |  |  |  | Punti | Pos. |
| ---- | -------- | ------- | -- | --- | -- | -- | -- | - | --- | -- | -- | -- | -- | -- | -- | -- | -- |  |  |  |  |  | ----- | ---- |
| 2014 | Marussia | MR03    | NC | Rit | 16 | 17 | 18 | 9 | Rit | 15 | 14 | 15 | 15 | 18 | 18 | 16 | 20 |  |  |  |  |  | 2     | 17º  |

| Legenda | 1º posto     | 2º posto | 3º posto    | A punti         | Senza punti/Non class.  | Grassetto – Pole position Corsivo – Giro più veloce |
| Legenda | Squalificato | Ritirato | Non partito | Non qualificato | Solo prove/Terzo pilota | Grassetto – Pole position Corsivo – Giro più veloce |